# Петля Корбут
Петля Корбут (не путать с сальто Корбут на бревне или с флик-фляком Корбут — прыжком назад с двух ног) — один из сложнейших элементов гимнастики, первый в мировой истории спортивной гимнастики обратный свободный элемент, выполненный на брусьях. Во время данного элемента гимнастка встаёт на высокую часть разновысоких брусьев и делает сальто назад, цепляясь руками за верхнюю перекладину брусьев. Назван в честь Ольги Корбут, впервые успешно исполнившей данный элемент на соревнованиях.

## История
Элемент был разработан в группе тренера Ренальда Кныша. Первой на тренировке был исполнен Ларисой Пироговой (которая также первой исполнила сальто на бревне, впоследствии названное в честь Ольги Корбут). Стоя ногами на верхней перекладине брусьев, гимнастка взлетала вверх и, сделав сальто назад, опять приземлялась руками на верхнюю (а не нижнюю) жердь. Ольга Корбут при этом всегда боялась выполнять данный элемент. Впоследствии понадобилось пять лет тренировок для того, чтобы довести элемент до совершенства. В 1969 году данный элемент был исполнен Ольгой Корбут на чемпионате СССР, когда ей было 14 лет. Затем он был исполнен уже трёхкратной олимпийской чемпионкой по гимнастике Ольгой Корбут во время её упражнений на летних Олимпийских играх 1972 года в Мюнхене.
После показа данного элемента в США открылось множество клубов имени Корбут.
Впоследствии элемент был усовершенствован Еленой Мухиной (в 1978 году), которая добавила к нему винт (вращение). Этот элемент был назван «Петля Мухиной».
Сейчас «петля Корбут» не выполняется на официальных соревнованиях: этот элемент запрещен правилами — гимнасткам не разрешается вставать ногами на верхнюю часть брусьев.

## Фильмография
- Документальный фильм «Петля Корбут», Первый канал, 22.12.2007.
- Документальный фильм «Петля Корбут», Россия, 2008 Архивная копия от 1 февраля 2016 на Wayback Machine